# Roana
Roana is een gemeente in de Italiaanse provincie Vicenza (regio Veneto) en telt 4004 inwoners (31-12-2004). De oppervlakte bedraagt 78,3 km², de bevolkingsdichtheid is 51 inwoners per km².
De volgende frazioni maken deel uit van de gemeente: Camporovere, Canove, Cesuna, Mezzaselva, Roana, Treschè Conca.

## Demografie
Roana telt ongeveer 1773 huishoudens. Het aantal inwoners steeg in de periode 1991-2001 met 4,6% volgens cijfers uit de tienjaarlijkse volkstellingen van ISTAT.
| Jaar | Inwoneraantal |
| ---- | ------------- |
| 1991 | 3608          |
| 2001 | 3774          |

## Geografie
De gemeente ligt op ongeveer ~ 1000 m boven zeeniveau.
Roana grenst aan de volgende gemeenten: Asiago, Caltrano, Cogollo del Cengio, Rotzo, Valdastico.

## Trivia
- De gemeente Roana kent ook een Duitstalige minderheid die Zimbern wordt genoemd.